# Liga F
Primera División de la Liga de Fútbol Femenino, obecnie znana jako Liga F (ze względów sponsorskich Finenetwork Liga F) – najwyższa w hierarchii klasa kobiecych ligowych rozgrywek piłkarskich w Hiszpanii, będąca jednocześnie najwyższym szczeblem centralnym (I poziom ligowy), utworzona w 1988 roku i zarządzana przez Liga Profesional Femenina de Fútbol (LPFF), a wcześniej przez Real Federación Española de Fútbol (RFEF). Zmagania w jej ramach toczą się cyklicznie (co sezon) i przeznaczone są dla 16 najlepszych krajowych klubów piłkarskich. Jej triumfator zostaje Mistrzem Hiszpanii, zaś dwie najsłabsze drużyny są relegowane do Segunda División Femenina (II ligi hiszpańskiej).

## Historia
Pierwszy sezon rozegrany został w roku 1988 w lidze zwanej Liga Nacional Femenina. W 1996 liga zmieniła nazwę na División de Honor Femenina. Od 2001 rozgrywki prowadzono pod nazwą Superliga Femenina. Dopiero od sezonu 2011/12 liga nazywa się Primera División Femenina.
W 2020 roku, w związku z pandemią COVID-19, sezon został zakończony przedwcześnie. Z racji praktycznego mistrzostwa FC Barcelony, RFEF zdecydowała się przyznać klubowi tytuł mistrzowski. Postanowiono również, że dwa ostatnie zespoły unikną spadku, a liga w sezonie 2020/2021 zostanie rozszerzona do 18 drużyn.

## System rozgrywek
Rozgrywki składają się z kolejek spotkań rozgrywanych pomiędzy drużynami systemem kołowym. Każda para drużyn rozgrywa ze sobą dwa mecze - jeden w roli gospodarza, drugi jako goście. Zajęcie pierwszego miejsca po ostatniej kolejce spotkań oznacza zdobycie tytułu Mistrzów Hiszpanii  w piłce nożnej kobiet. Zajęcie 2 ostatnich miejsc wiąże się ze spadkiem drużyn do Segunda División Femenina.

## Skład ligi w sezonie 2022/23
- Alavés
- Alhama
- Athletic Bilbao
- Atlético Madryt
- FC Barcelona
- Real Betis
- Granadilla Tenerife
- Levante UD
- Levante Las Planas
- Madrid CFF
- Real Madryt
- Real Sociedad
- Sevilla FC
- Sporting Huelva
- Valencia CF
- Villarreal CF

## Mistrzowie i pozostali medaliści
| Sezon                                                      | K | K | T | Mistrz                   | Wicemistrz               | III miejsce                        | Br. | Król strzelców                                              | Uwagi                                 |
| Liga Krajowa Kobiet (hiszp. Liga Nacional Femenina)        |   |   |   |                          |                          |                                    |     |                                                             |                                       |
| 1988/89                                                    |   |   | 1 | Peña Barcilona           | Parque Alcobendas        | RCD Español                        |     |                                                             | 9 klubów                              |
| 1989/90                                                    |   |   | 1 | Atlético Villa de Madrid | Peña Barcilona           | RCD Español                        |     |                                                             | 12 klubów                             |
| 1990/91                                                    |   |   | 1 | Oiartzun KE              | Atlético Villa de Madrid | Añorga KKE                         |     |                                                             | 8 klubów                              |
| 1991/92                                                    |   |   | 1 | Añorga KKE               | FC Barcelona             | Oiartzun KE                        |     |                                                             | 8 klubów                              |
| 1992/93                                                    |   |   | 1 | CD Oroquieta Villaverde  | Añorga KKE               | FC Barcelona                       |     |                                                             | 7 klubów                              |
| 1993/94                                                    |   |   | 2 | CD Oroquieta Villaverde  | Añorga KKE               | FC Barcelona                       |     |                                                             | 10 klubów                             |
| 1994/95                                                    |   |   | 2 | Añorga KKE               | CD Oroquieta Villaverde  | RCD Espanyol                       |     |                                                             | 10 klubów                             |
| 1995/96                                                    |   |   | 3 | Añorga KKE               | CD Oroquieta Villaverde  | RCD Espanyol                       |     |                                                             | 9 klubów                              |
| Dywizja Honoru Kobiet (hiszp. División de Honor Femenina)  |   |   |   |                          |                          |                                    |     |                                                             |                                       |
| 1996/97                                                    |   |   | 1 | Sant Vicent València CFF | Añorga KKE               | AD Guillén Lafuerza                |     |                                                             | 40+ klubów w 4gr. +liga               |
| 1997/98                                                    |   |   | 1 | Atlético Málaga          | Sant Vicent València CFF | CD Sondika CD Oroquieta Villaverde |     |                                                             | 47 klubów w 4gr. +playoff             |
| 1998/99                                                    |   |   | 3 | CD Oroquieta Villaverde  | Irex Puebla              | Eibartarrak RCD Espanyol           |     |                                                             | 50 klubów w 4gr. +playoff             |
| 1999/00                                                    |   |   | 1 | Irex Puebla              | AD Torrejón CF           | SD Lagunak Levante UD              |     |                                                             | 51 klub w 4gr. +playoff               |
| 2000/01                                                    |   |   | 2 | Levante UD               | Eibartarrak              | Irex Puebla Pozuelo                |     |                                                             | 56 klubów w 4gr. +playoff             |
| Superliga Kobiet (hiszp. Superliga Femenina)               |   |   |   |                          |                          |                                    |     |                                                             |                                       |
| 2001/02                                                    |   |   | 3 | Levante UD               | Irex Puebla              | RCD Espanyol                       |     |                                                             | 11 klubów                             |
| 2002/03                                                    |   |   | 1 | Athletic Club            | Levante UD               | Irex Puebla                        |     |                                                             | 12 klubów                             |
| 2003/04                                                    |   |   | 2 | Athletic Club            | CE Sabadell              | Levante UD                         |     |                                                             | 14 klubów                             |
| 2004/05                                                    |   |   | 3 | Athletic Club            | Levante UD               | RCD Espanyol                       | 32  | Marta Cubí (Espanyol)                                       | 14 klubów                             |
| 2005/06                                                    |   |   | 1 | RCD Espanyol             | CD Híspalis              | Levante UD                         | 29  | Auxiliadora Jiménez (Híspalis)                              | 14 klubów                             |
| 2006/07                                                    |   |   | 4 | Athletic Club            | RCD Espanyol             | Levante UD                         | 30  | Adriana Martín (Espanyol)                                   | 14 klubów                             |
| 2007/08                                                    |   |   | 4 | Levante UD               | Rayo Vallecano           | Athletic Club                      | 24  | Natalia Pablos (Rayo Vallecano)                             | 14 klubów                             |
| 2008/09                                                    |   |   | 1 | Rayo Vallecano           | Levante UD               | Athletic Club                      | 32  | Erika Vázquez (Athletic Club)                               | 16 klubów                             |
| 2009/10                                                    |   |   | 2 | Rayo Vallecano           | RCD Espanyol             | Athletic Club                      | 35  | Adriana Martín (Rayo Vallecano)                             | 30 klubów w 3gr+ 2.faza w 3gr. +finał |
| 2010/11                                                    |   |   | 3 | Rayo Vallecano           | RCD Espanyol             | Athletic Club                      | 39  | Verónica Boquete (Espanyol)                                 | 31 klub w 3gr+ 2.faza w 3gr. +finał   |
| Pierwsza Dywizja Kobiet (hiszp. Primera División Femenina) |   |   |   |                          |                          |                                    |     |                                                             |                                       |
| 2011/12                                                    |   |   | 1 | FC Barcelona             | Athletic Club            | RCD Espanyol                       | 38  | Sonia Bermúdez (Barcelona)                                  | 18 klubów                             |
| 2012/13                                                    |   |   | 2 | FC Barcelona             | Athletic Club            | Atlético Madrid                    | 27  | Sonia Bermúdez (Barcelona), Natalia Pablos (Rayo Vallecano) | 16 klubów                             |
| 2013/14                                                    |   |   | 3 | FC Barcelona             | Athletic Club            | Atlético Madrid                    | 28  | Sonia Bermúdez (Barcelona)                                  | 16 klubów                             |
| 2014/15                                                    |   |   | 4 | FC Barcelona             | Atlético Madrid          | Athletic Club                      | 22  | Sonia Bermúdez (Barcelona), Adriana Martín (Levante)        | 16 klubów                             |
| 2015/16                                                    |   |   | 5 | Athletic Club            | FC Barcelona             | Atlético Madrid                    | 24  | Jennifer Hermoso (Barcelona)                                | 16 klubów                             |
| 2016/17                                                    |   |   | 2 | Atlético Madrid          | FC Barcelona             | Valencia CF                        | 35  | Jennifer Hermoso (Barcelona)                                | 16 klubów                             |
| 2017/18                                                    |   |   | 3 | Atlético Madrid          | FC Barcelona             | Athletic Club                      | 24  | Charlyn Corral (Levante)                                    | 16 klubów                             |
| 2018/19                                                    |   |   | 4 | Atlético Madrid          | FC Barcelona             | Levante UD                         | 24  | Jennifer Hermoso (Atlético Madryt)                          | 16 klubów                             |
| 2019/20                                                    |   |   | 5 | FC Barcelona             | Atlético Madrid          | Levante UD                         | 23  | Jennifer Hermoso (Barcelona)                                | 16 klubów                             |
| 2020/21                                                    |   |   | 6 | FC Barcelona             | Real Madrid              | Levante UD                         | 31  | Jennifer Hermoso (Barcelona)                                | 18 klubów                             |
| 2021/22                                                    |   |   | 7 | FC Barcelona             | Real Sociedad            | Real Madrid                        | 20  | Asisat Oshoala (Barcelona), Geyse Ferreira (Madrid CFF)     | 16 klubów                             |
| Liga F (hiszp. Liga F)                                     |   |   |   |                          |                          |                                    |     |                                                             |                                       |
| 2022/23                                                    |   |   | 8 | FC Barcelona             | Real Madryt              | Levante UD                         | 27  | Alba Redondo (Levante)                                      | 16 klubów                             |

## Statystyka

### Klasyfikacja według klubów
W dotychczasowej historii Mistrzostw Hiszpanii na podium oficjalnie stawało w sumie 22 drużyny. Liderem klasyfikacji jest FC Barcelona, która zdobyła 8 tytułów mistrzowskich.
Stan na 23.05.2023.
| Lp. | Klub                 | Miejsca na podium | Miejsca na podium | Miejsca na podium | Zwycięskie sezony                           |   |   |                                                                        |
| --- | -------------------- | ----------------- | ----------------- | ----------------- | ------------------------------------------- | - | - | ---------------------------------------------------------------------- |
| Lp. | Klub                 | 1.                | FC Barcelona      | 8                 | Zwycięskie sezony                           | 4 | 2 | 2011/12, 2012/13, 2013/14, 2014/15, 2019/20, 2020/21, 2021/22, 2022/23 |
| 2.  | Athletic Bilbao      | 5                 | 3                 | 6                 | 2002/03, 2003/04, 2004/05, 2006/07, 2015/16 |   |   |                                                                        |
| 3.  | Levante UD           | 4                 | 4                 | 8                 | 1996/97, 2000/01, 2001/02, 2007/08          |   |   |                                                                        |
| 4.  | Atlético Madryt      | 4                 | 2                 | 3                 | 1989/90, 2016/17, 2017/18, 2018/19          |   |   |                                                                        |
| 5.  | Añorga KKE           | 3                 | 2                 | 1                 | 1991/92, 1994/95, 1995/96                   |   |   |                                                                        |
| 5.  | Oroquieta Villaverde | 3                 | 2                 | 1                 | 1992/93, 1993/94, 1998/99                   |   |   |                                                                        |
| 7.  | Rayo Vallecano       | 3                 | 1                 | 0                 | 2008/09, 2009/10, 2010/11                   |   |   |                                                                        |
| 8.  | RCD Espanyol         | 1                 | 3                 | 8                 | 2005/06                                     |   |   |                                                                        |
| 9.  | Irex Puebla          | 1                 | 2                 | 2                 | 1999/00                                     |   |   |                                                                        |
| 10. | Peña Barcilona       | 1                 | 1                 | 0                 | 1988/89                                     |   |   |                                                                        |
| 11. | Oiartzun KE          | 1                 | 0                 | 1                 | 1990/91                                     |   |   |                                                                        |
| 12. | Atlético Málaga      | 1                 | 0                 | 0                 | 1997/98                                     |   |   |                                                                        |
| 13. | Real Madryt          | 0                 | 2                 | 1                 |                                             |   |   |                                                                        |
| 14. | CE Sabadell          | 0                 | 2                 | 0                 |                                             |   |   |                                                                        |
| 15. | SD Eibar             | 0                 | 1                 | 1                 |                                             |   |   |                                                                        |
| 15. | FFP Alcobendas       | 0                 | 1                 | 0                 |                                             |   |   |                                                                        |
| 15. | AD Torrejón CF       | 0                 | 1                 | 0                 |                                             |   |   |                                                                        |
| 15. | CD Híspalis          | 0                 | 1                 | 0                 |                                             |   |   |                                                                        |
| 15. | Real Sociedad        | 0                 | 1                 | 0                 |                                             |   |   |                                                                        |
| 18. | CD Sondika           | 0                 | 0                 | 1                 |                                             |   |   |                                                                        |
| 18. | AD Guillén Lafuerza  | 0                 | 0                 | 1                 |                                             |   |   |                                                                        |
| 18. | SD Lagunak           | 0                 | 0                 | 1                 |                                             |   |   |                                                                        |
| 18. | Pozuelo de Alarcón   | 0                 | 0                 | 1                 |                                             |   |   |                                                                        |
| 18. | Valencia CF          | 0                 | 0                 | 1                 |                                             |   |   |                                                                        |

### Klasyfikacja według miast
Siedziby klubów: Stan na 23.05.2023.
| Miasto        | Liczba tytułów | Drużyny                                                           |
| ------------- | -------------- | ----------------------------------------------------------------- |
| Barcelona     | 10             | FC Barcelona (8), RCD Espanyol (1), Peña Barcilona (1)            |
| Madryt        | 10             | Atlético Madrid (4), Rayo Vallecano (3), Oroquieta Villaverde (3) |
| Bilbao        | 5              | Athletic Club (5)                                                 |
| Walencja      | 4              | Levante UD (4)                                                    |
| San Sebastián | 3              | Añorga KKE (3)                                                    |
| Almendralejo  | 1              | Irex Puebla (1)                                                   |
| Málaga        | 1              | Atlético Málaga (1)                                               |
| Oiartzun      | 1              | Oiartzun KE (1)                                                   |

## Uczestnicy
Są 131 zespołów, które wzięli udział w 35 ligowych sezonach Mistrzostw Hiszpanii, które były prowadzone od 1988/89 aż do sezonu 2022/23 łącznie. Żaden z klubów nie był zawsze obecny w każdej edycji.
Pogrubione zespoły biorące udział w sezonie 2022/23.
- 31 razy: Barcelona
- 30 razy: RCD Espanyol
- 27 razy: Levante UD (Sant Vicent CCF)
- 21 razy: Athletic Bilbao
- 19 razy: Atlético Madryt, Rayo Vallecano
- 17 razy: Sporting Huelva, Real Sociedad
- 16 razy: Valencia CF (AD DSV-Colegio Alemán)
- 15 razy: CE Sabadell
- 14 razy: SD Lagunak
- 12 razy: CD Oroquieta Villaverde, Oviedo Moderno CF, Zaragoza CFF (Prainsa Zaragoza, Transportes Alcaine)
- 11 razy: AD Torrejón CF, Añorga KKE, CD Híspalis, Extremadura (CFF Puebla), Sevilla FC
- 10 razy: Real Oviedo (Tradehi, Peña Azul, Oviedo Moderno)
- 9 razy: CD Nuestra Señora de Belén, Oiartzun KE, SD Eibar (Eibartarrak), UE L'Estartit
- 8 razy: CFF Estudiantes de Huelva, Atlético Málaga (Atlético Málaga), UD Granadilla Tenerife
- 7 razy: CD Sondika, CF Llers, CF Pozuelo de Alarcón, Real Betis, UD Collerense
- 6 razy: CD Anaitasuna, Madrid CFF
- 5 razy: AD Peña Nuestra Señora de la Antigua, CD Lagun Onak, CD Tortosa, CE Sant Gabriel, CF Pardinyes, CFF Athenas, CFF Bilbao, FCF Atlético Jiennense (Real Jaén), FFP Parque Alcobendas, Fundación Albacete, León FF (Puente Castro FC), Santa Teresa CD, Sporting Gijón (EF Mareo), Trofeo La Amistad, UE Cornellà
- 4 razy: Bizkerre FT, EF Madrid Oeste Boadilla, Olímpico Fortuna, Real Madryt, Terrassa FC
- 3 razy: AFF Butarque, Atlético Juval, CD Municipal de Corella, CD Olímpico Rosillo 75, CD Ribert, Club Internacional de la Amistad, EDF Logroño, Levante Las Planas, Mondragón CF, Montilla CF, Peña Barcelonista Barcilona, UD Tres Cantos
- 2 razy: ACRD Ñaque, AD Guillén Lafuerza, AD San Juan, Atlanta-El Raval FC, SP Comarca Los Llanos de Olivenza, CD Fray Albino, CD Nueva Ciudad, CD Ronda, CDF Trobajo del Camino, Club Atlético General Lamadrid, Alavés, Deportivo La Coruña, El Palo FC, Gernika Club, Gimnàstic de Tarragona, Real Valladolid, SD Reocín, Sporting Plaza de Argel, Torrent CF, UD Eurosol, UD Las Palmas, UE Breda, Villarreal
- 1 raz: AAVV Nueva Elipa, AD Cortijos de Marín, AD Las Mercedes, AD Virgen de la Chanca, AE La Canya, Alhama, Atlètic Gavanova, Atlético Santa María del Camí, Casa Social Católica de Ávila, CD Amaya, CD Blanes, CD Canillas, CD Coslada, CD Dunboa-Eguzki, CD Elgoibar, CD Gazteria, CD Larre, CD Miguelturreño, CD San Roque, CD Trinitat, CDFB L'Eliana, CF Carbayedo, CF PubliSport, CFF Vallès Occidental, EFAV La Chimenea, FVPR El Olivo, Gijón FF, Granada CF, Gure Txoko KE, Ikesi CF, Luarca CF, Montjuïc, Motril CF, Mutriku FT, Peña Deportiva Rociera, SD Retuerto, SE Mercat Nou Magòria, UD 77 Taxonera, UD Tacuense, UE Deltebre, Universidad Complutense, Zarautz KE